# Husband Kimmel
Husband Edward Kimmel, född 26 februari 1882 i Henderson i Kentucky, död 14 maj 1968 i Groton i Connecticut, var en amerikansk militär. Han var fyrstjärning amiral i USA:s flotta och befälhavare för USA:s flotta i Stilla Havet när Japan anföll flottbasen Pearl Harbor. På grund av attacken blev han fråntagen befattningen och fick återgå till sin rang som tvåstjärnig amiral. Han behöll denna rang till dess att han lämnade flottan. 
Han var far till Manning Kimmel.